# Liga Mayor 1934-35
La Temporada 1934-35 fue la edición XIII del campeonato de la Liga Mayor del fútbol mexicano, luego de la fundación de la Federación Mexicana de Fútbol en 1922; Comenzó el 19 de octubre y concluyó el 4 de junio.
El Necaxa de la campaña 1934-35 tuvo uno de los mejores desempeños estadísticos de la historia, pues acumuló 27 de 30 puntos en disputa, producto de 13 victorias, un empate y una derrota, teniendo un balance goleador de 69 tantos anotados y 25 admitidos. El torneo empezó el 25 de noviembre de 1934 con un empate a dos tantos con Asturias, para después hilvanar 12 triunfos consecutivos, una marca de todos los tiempos, aún vigente en el fútbol mexicano. Necaxa solo perdería en la penúltima jornada 3-1 con España, ya con el título de liga asegurado. Esto en el marco de una campaña Sui géneris en la que se disputaron tres rondas de partidos, esto ante el bajo número de participantes (6 equipos).

## Sistema de competencia
Los seis participantes disputan el campeonato bajo un sistema de liga, es decir, todos contra todos a visita recíproca, más una tercera vuelta, igual todos contra todos, pero con el orden y localía de los partidos sorteado, para concretar 15 juegos por equipo; con un criterio de puntuación que otorga dos unidades por victoria, una por empate y cero por derrota. El campeón sería el club que al finalizar el torneo haya obtenido la mayor cantidad de puntos, y por ende se ubique en el primer lugar de la clasificación. 
En caso de concluir el certamen con dos equipos empatados en el primer lugar, procedería una serie a ganar dos de tres partidos entre ambos conjuntos; de terminar en empates dicho duelos, se alargarían a la disputa de dos tiempos extras de 30 minutos cada uno, y posteriormente a un nuevo encuentro hasta que se produjera un ganador.
En caso de que el empate en el primer lugar fuese entre más de dos equipos, se realizaría una ronda de partidos entre los involucrados, con los mismos criterios de puntuación, declarando campeón a quien liderada esta fase al final.
Para el resto de las posiciones que no estaban involucradas con la disputa del título, su ubicación, en caso de empate, se definía por medio del criterio de gol average o promedio de goles, y se calculaba dividiendo el número de goles anotados entre los recibidos.

## Tabla General
|    | Equipos  | PJ | G  | E | P  | GF | GC | Dif. | Pts. |
| -- | -------- | -- | -- | - | -- | -- | -- | ---- | ---- |
| 1. | Necaxa   | 15 | 13 | 1 | 1  | 67 | 24 | 43   | 27   |
| 2. | América  | 15 | 7  | 2 | 6  | 39 | 33 | 6    | 16   |
| 3. | Asturias | 15 | 7  | 1 | 7  | 44 | 44 | 0    | 15   |
| 4. | España   | 15 | 6  | 2 | 7  | 46 | 49 | -3   | 14   |
| 5. | Atlante  | 15 | 6  | 0 | 9  | 32 | 45 | -13  | 12   |
| 6. | México   | 15 | 1  | 4 | 10 | 22 | 55 | -33  | 6    |